# Bürgerliches Brauhaus Ravensburg-Lindau
Die Bürgerliches Brauhaus Ravensburg Aktiengesellschaft ist eine ehemalige Bierbrauerei in Ravensburg, die 1903 durch den Zusammenschluss von drei Ravensburger Brauereien entstanden war (u. a. der 1864 gegründeten Brauerei zum Storchen).

## Geschichte
Die Wurzeln der zusammengeschlossenen Brauereien gehen zurück bis ins Jahr 1817. In den folgenden Jahren kam es zu zahlreichen Zukäufen: 1904 der Brauerei Johann Schuler in Ravensburg, 1907 der Brauerei sowie der Mälzerei „Zur Räuberhöhle“ in Ravensburg, 1909 der Bergbrauerei bei Friedrichshafen (1909), 1927 der Brauerei Zum Schützen in Meersburg und 1930 der Gambrinusbrauerei in Weingarten. 1972 wurde vom Mehrheitsaktionär Inselbrauerei Lindau AG der Braubetrieb übernommen und die Gesellschaft umfirmiert in Bürgerliches Brauhaus Ravensburg-Lindau AG.

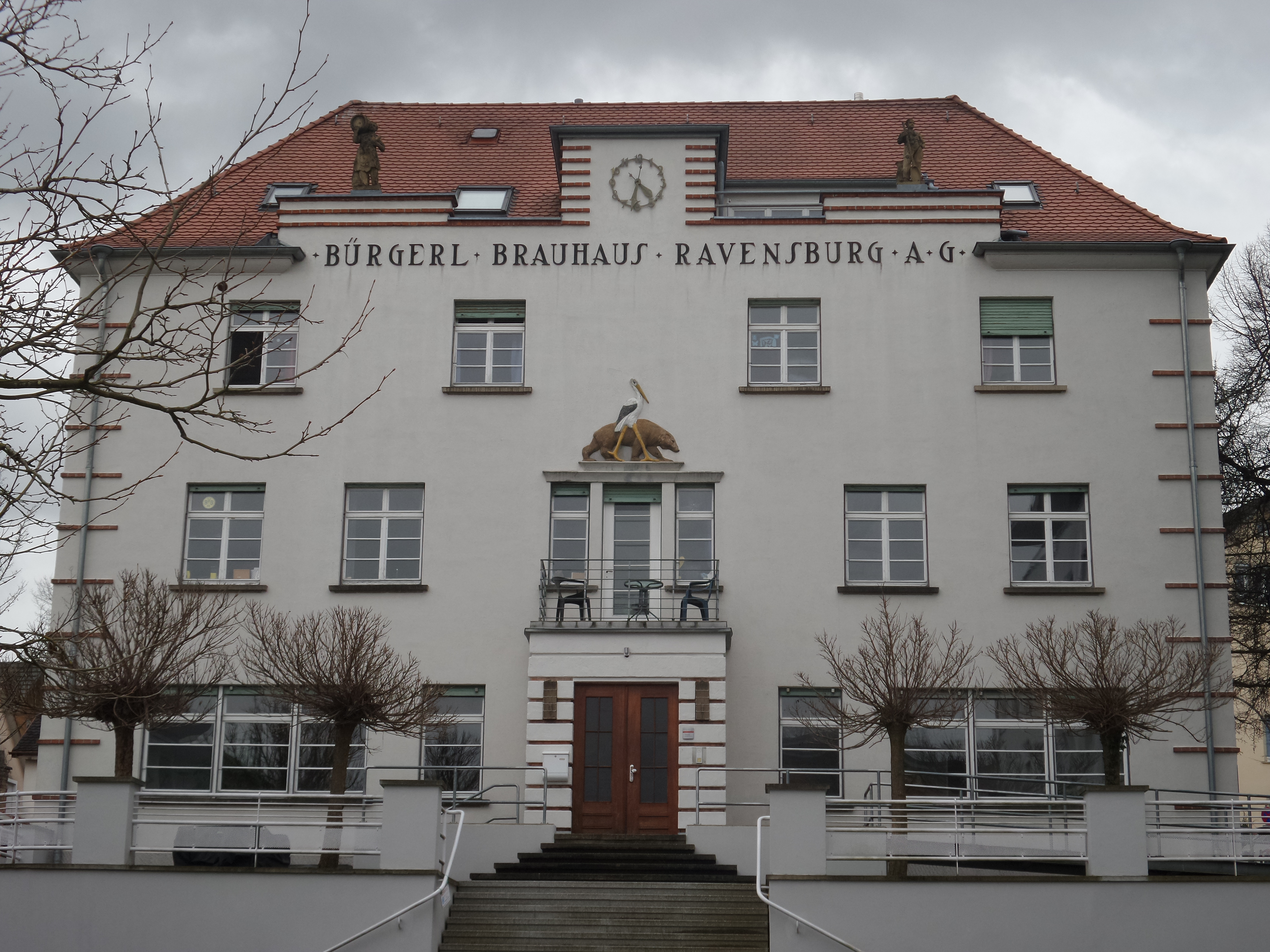
Das unter Denkmalschutz stehende ehemalige Verwaltungsgebäude der Brauerei

Ende 2000 wurde die Brauerei mit damals rund 70 Mitarbeitern stillgelegt. Aus der Brauerei und der Vermietung und Verpachtung waren damals rund 10 Mio. Euro Jahresumsatz erzielt. Die Biermarken, Braurezepte und Vertragskunden gingen an die Edelweißbrauerei Oskar Farny in Dürren bei Kißlegg im Allgäu über.
Die Aktien der noch heute existierenden Gesellschaft werden im Freiverkehr Plus der Börse Stuttgart gehandelt. Nach der Schließung der Brauerei wurden die meisten Umsätze durch die Verwaltung von Immobilien und Unternehmensbeteiligungen erzielt. Durch Insolvenz der Frigera-Frischgetränke GmbH und die 2006 erfolgte Verschmelzung der RAGA Ravensburger Gaststätten GmbH auf die AG verlor die Verwaltung von Beteiligungen zu Gunsten des Geschäftssegments Unterhaltungsspielgeräte an Bedeutung. Hauptaktionär ist nach wie vor die seit 1972 nur noch in der Vermögensverwaltung tätige Inselbrauerei Lindau AG (94,51 Prozent davon 6,81 Prozent über die Aktienbrauerei Simmerberg AG und 16,35 Prozent über die Insel Verwaltungs GmbH).
Die ehemalige Brauereiwirtschaft „Zum Storchen“ in der Friedhofstraße existiert heute noch, ebenso der „Bärengarten“ und die „Zur Räuberhöhle“. Auf dem historischen Brauereigelände befindet sich heute ein Wohnpark, die denkmalgeschützte Direktorenvilla und zwei Bürogebäude.
Wegen der kulturellen und historischen Verwurzelung der einzelnen Gaststätten im Umfeld werden Veränderungen und Erweiterungen oft in den regionalen Medien aufgegriffen, so zuletzt anlässlich des Erwerbs und Umbaus eines historischen Gebäudes in Weingarten.
Die Bürgerliches Brauhaus Ravensburg-Lindau Aktiengesellschaft vermietet und verpachtet heute ihren Immobilienbesitz und betreibt Spielautomaten.